# Patrizianella opaca
Patrizianella opaca is een mosselkreeftjessoort uit de familie van de Trachyleberididae. De wetenschappelijke naam van de soort werd als Patrizia opaca in 1993 gepubliceerd door Jellinek.